# Сорвиголова: Рождённый заново (1-й сезон)
Первый сезон американского телесериала «Сорвиголова: Рождённый заново» основан на комиксах Marvel с участием персонажа Сорвиголовы. «Рождённый заново» продолжает события сериала «Сорвиголова» (2015—2018) от Marvel Television и Netflix, и в этом сезоне борьба слепого адвоката и бывшего линчевателя Мэтта Мёрдока за справедливость приводит его к столкновению с бывшим боссом мафии Уилсоном Фиском, который баллотируется на пост мэра Нью-Йорка. Действие сезона разворачивается в Кинематографической вселенной Marvel (КВМ) и он напрямую связан с фильмами и телесериалами франшизы. Производством сезона занималась Marvel Studios через собственный телевизионный лейбл Marvel Television, шоураннером выступил Дарио Скардапейн, а главными режиссёрами — Джастин Бенсон и Аарон Мурхед.
Чарли Кокс повторяет свою роль Мэтта Мёрдока / Сорвиголовы из сериалов Marvel от Netflix и предыдущих проектов Marvel Studios. Другие роли также исполняют: Винсент Д’Онофрио, Маргарита Левиева, Дебора Энн Уолл, Элден Хенсон, Уилсон Бетел, Забрина Гевара, Никки М. Джеймс, Джиннея Уолтон, Арти Фрушан, Кларк Джонсон, Майкл Гандольфини, Айелет Зорер, Камар де лос Рейес, Джон Бернтал, Мохан Капур и Тони Далтон. Разработка нового сериала про Сорвиголову началась в марте 2022 года, и главные сценаристы Кристофер Орд и Мэттью Корман придали ему эпизодическую структуру и более лёгкий тон, чем у оригинального сериала. В июле было объявлено, что сериал будет называться «Рождённый заново», и что его первый сезон будет состоять из 18 эпизодов. Съёмки начались в марте 2023 года в Нью-Йорке, и режиссёрами нескольких эпизодов Майкл Куэста, Джеффри Начманофф и Дэвид Бойд. Съёмки были приостановлены в июне из-за забастовки Гильдии сценаристов США 2023 года. К концу сентября Marvel Studios решила пересмотреть подход к сериалу и освободила от работы Кормана, Орда и остальных режиссёров. Скардапейн, Бенсон и Мурхед были наняты, чтобы переработать сериал, добавив новый пилотный эпизод и два дополнительных эпизода. Они также добавили новый связующий материал для оригинальных эпизодов и поменяли некоторые сцены местами, что привнесло сериализованные элементы и больше связей с сериалами Netflix. Съёмки первого сезона, состоящего из девяти эпизодов, возобновились в январе 2024 года и завершились в апреле. Начманофф и Бойд вернулись, чтобы помочь Бенсону и Мурхеду объединить новый и старый материал. Куэста, Начманофф и Бойд по-прежнему указаны как режиссёры эпизодов, которые они сняли.
Премьера первых двух эпизодов первого сезона состоялась на Disney+ 4 марта 2025 года. Остальные семь эпизодов будут выпущены до 15 апреля в рамках Пятой фазы КВМ. Сезон получил в целом положительные отзывы от критиков, которые отметили двигаемую персонажами сюжетную линию и игру актёров, особенно Кокса и Д’Онофрио, но при сравнении с оригинальным сериалом «Сорвиголова» высказали неоднозначные мнения. В августе 2024 года был подтверждён второй сезон.

## Эпизоды
| № общий | № в сезоне | Название                                         | Режиссёр                      | Автор сценария                    | Дата премьеры  |
| --- | ---------- | ------------------------------------------------ | ----------------------------- | --------------------------------- | -------------- |
| 1 | 1          | «Полчаса рая» «Heaven's Half Hour»               | Аарон Мурхед и Джастин Бенсон | Дарио Скардапейн                  | 4 марта 2025   |
| Мэтт Мёрдок и его друзья и юридические партнеры Фогги Нельсон и Карен Пейдж празднуют выход на пенсию своего коллеги из полиции Черри. На них нападает их старый враг, Бенджамин «Декс» Пойндекстер, который смертельно ранит Нельсона. Разъяренный Мёрдок, как линчеватель Сорвиголова, сбрасывает Декса с крыши. Черри видит Мёрдока и понимает, что он Сорвиголова. Год спустя Мёрдок оставил жизнь Сорвиголовы и основал новую юридическую фирму с бывшим окружным прокурором Кирстен Макдаффи. Пейдж переехала в Сан-Франциско, а Декс приговаривается к пожизненному заключению за свои преступления. Макдаффи знакомит Мёрдока с психотерапевтом Хэзер Гленн, и они начинают встречаться. После того, как он ушел на некоторое время, чтобы оправиться от нападения линчевателей, бывший босс мафии Уилсон Фиск объявляет, что он баллотируется на пост мэра Нью-Йорка с анти-линчевательской программой. На встрече Мёрдок обещает остановить Фиска, если тот переступит черту, в то время как Фиск говорит, что будут последствия, если Мёрдок возобновит свою деятельность в качестве линчевателя. После победы на выборах Фиск говорит своей жене Ванессе, что он знает, что у нее был роман с мужчиной по имени Адам, пока того не было.                                              |            |                                                  |                               |                                   |                |
| 2 | 2          | «Имидж» «Optics»                                 | Майкл Куэста                  | Мэтт Корман и Крис Орд            | 4 марта 2025   |
| Гектор Айала натыкается на двух мужчин, Пауэлла и Шанахана, избивающих Ники Торреса, на станции метро. Айала пытается прекратить драку, и мужчины нападают на него, а Торрес убегает. Когда Шанахан спотыкается и погибает под поездом, Пауэлл говорит, что они офицеры полиции, и арестовывает Айалу за убийство. Мёрдок, используя свои обостренные чувства, верит рассказу Айалы и решает представлять его интересы в суде. Черри, который теперь работает следователем Мёрдока, узнает, что Айала - линчеватель Белый тигр. Мёрдок убеждает судью, рассматривающего дело Айалы, скрыть эту информацию, полагая, что это несправедливо повлияет на мнение присяжных. В первые дни на посту мэра Фиск встречается с молодой журналисткой Б.Б. Урих, которая рассказывает, что комиссар полиции Нью-Йорка Галло готов подать в отставку в знак протеста против того, что Фиск стал мэром. После этого Фиск угрожает разоблачить наличие внебрачного ребёнка Галло, чтобы помешать ему уйти в отставку. Фиск и Ванесса начинают посещать семейную терапию у Гленн. Мёрдок выслеживает Торреса и помогает ему сбежать от Пауэлла и другого полицейского. У них на руках есть татуировки в виде черепа, символа жестокого линчевателя Карателя. Полицейские нападают на Мёрдока, но он их вырубает. |            |                                                  |                               |                                   |                |
| 3 | 3          | «В пригоршне своей» «The Hollow of His Hand»     | Майкл Куэста                  | Джилл Бланкеншип                  | 11 марта 2025  |
| Фиск и Ванесса избегают своей прежней преступной деятельности, пока Фиск является мэром. Два лидера нью-йоркских банд, Лука и Виктор, начинают воевать между собой. Фиск считает, что они должны позволить бандам убивать друг друга, чтобы помочь установить прочный мир, но Ванесса расстроена тем, что ее работа не выполняется. Она посылает Бака Кэшмена, правую руку Фиска, приказать Луке выплатить Виктору компенсацию в размере 1,8 миллиона долларов. Черри приводит Торреса для дачи показаний на суде над Айалой, но Торрес запуган полицией и говорит, что на него никогда не нападали. Не имея других вариантов, Мёрдок раскрывает в суде личность Айалы как Белого тигра. Судья и окружной прокурор Бенджамин Хохберг критикуют его за лицемерие. Благодаря новым показаниям свидетелей и полицейским отчетам, в которых подробно описываются героические поступки Айалы в роли Белого тигра, Мёрдоку и Макдаффи удаётся убедить присяжных признать Айалу невиновным. В интервью Б.Б. Фиск осуждает приговор и клянется отстаивать свою позицию по борьбе с линчевателями. Несмотря на предупреждение Мёрдока о том, что Айала должен перестать быть Белым тигром, тот все равно отправляется на патрулирование и погибает от рук человека с символом Карателя.                    |            |                                                  |                               |                                   |                |
| 4 | 4          | «Вот что бывает с системой» «Sic Semper Systema» | Джеффри Начманофф             | Дэвид Файги и Джесси Уигатоу      | 18 марта 2025  |
| Мёрдок сталкивается с племянницей Айалы, Анджелой дель Торо, которая считает, что полиция несет ответственность за смерть ее дяди. Мёрдок утешает ее надеждой, что убийца будет привлечен к ответственности. На семейной консультации Фиск и Ванесса обсуждают ее роман с Адамом, и Гленн наедине спрашивает Ванессу, чувствует ли она себя в безопасности рядом с Фиском. План Фиска по восстановлению городских портов сталкивается с рядом препятствий, в том числе бюрократическими процедурами, бандитскими разборками, а его протеже Дэниел Блейк по пьяни сливает подробности Б.Б., которая сообщает, что Фиск - борец с профсоюзами. Несмотря на свой гнев, Фиск решает не увольнять Блейка, когда тот выражает свою глубокую преданность. Мёрдок исследует место убийства Айалы и находит гильзу от пули с символом Карателя на ней. Он выслеживает Касла и предлагает ему взять на себя ответственность за тех, кто злоупотребляет символом Карателя. Касл обвиняет Мёрдока в том, что тот не убил Декса в отместку за смерть Нельсона. Позже тем же вечером Мёрдок тренируется со своими дубинками как Сорвиголова, Фиск ужинает рядом с заключенным Адамом, а Мьюз, серийный убийца в маске, пьет кровь своей жертвы.                                                                 |            |                                                  |                               |                                   |                |
| 5 | 5          | «С процентами» «With Interest»                   | Джеффри Начманофф             | Грейнн Годфри                     | 25 марта 2025  |
| В День святого Патрика Мёрдок отправляется в Нью-Йоркский взаимный банк, чтобы обсудить вопрос о кредите для своей юридической фирмы. Помощник управляющего банком Юсуф Хан отклоняет его заявку из-за склонности фирмы брать клиентов, которые не могут позволить себе оплату услуг. После ухода Мёрдока группа преступников во главе с Девлином проникают в банк и берут всех в заложники. Они работают на Луку и пытаются украсть 1,8 миллиона долларов, которые он должен заплатить Виктору. Мёрдок слышит их и возвращается в банк. Когда прибывает полиция, Девлин беседует с детективом-переговорщиком Энджи Ким. Мёрдок расправляется с двумя грабителями, пока Хан пытается тянуть время в банковском хранилище. Мёрдок открывает хранилище, и они находят редкий бриллиант, на который нацелились грабители. Мёрдок делает вид, что отдает бриллиант Девлину, когда в банк входит полиция. Девлин передает посылку сообщнице из числа заложников, которая позже понимает, что бриллианта в ней нет. Девлин переодевается полицейским и уходит, но Мёрдок ловит его и ранит. Позже он тайно возвращает бриллиант на место и принимает предложение поужинать с семьей Хана. |            |                                                  |                               |                                   |                |
| 6 | 6          | «Чрезмерная сила» «Excessive Force»              | Дэвид Бойд                    | Томас Вонг                        | 25 марта 2025  |
| После неудавшегося ограбления Лука навещает Фиска и отказывается выплачивать Виктору 1,8 миллиона долларов. Фиск увеличивает сумму ещё на миллион долларов и дает Луке неделю на выплату. Затем он узнает от городского санитарного управления, что Мьюз использует человеческую кровь в своем уличном искусстве. Позже Мьюз оставляет тела двух жертв рядом с новой фреской в качестве публичного подтверждения своих действий. Фиск узнает об этом во время сбора средств с представителями городской элиты, включая Жака Дюкейна, которые выступают против его планов по восстановлению портов. Чтобы разобраться с Мьюзом, Фиск создает Специальную группу по борьбе с линчевателями, наделенную особыми полномочиями, и нанимает известных полицейских, таких как Пауэлл и бывший детектив Коул Норт. Анджела считает, что Айала расследовал дело Мьюза перед смертью, и просит Мёрдока продолжить его работу. Когда Мёрдок отказывается, она отправляется одна, и Мьюз похищает ее. Узнав о ее исчезновении, Мёрдок в конце концов решает взять образ Сорвиголовы. Он находит логово Мьюза и спасает Анджелу, но Мьюз убегает. Тем временем Фиск дает Адаму топор и вызывает его на поединок, в котором побеждает и тащит Адама обратно в камеру.                                           |            |                                                  |                               |                                   |                |
| 7 | 7          | «Искусство ради искусства» «Art for Art's Sake»  | Дэвид Бойд                    | Джилл Бланкеншип                  | 1 апреля 2025  |
| Выздоравливающая Анджела рассказывает полиции, что ее спас Сорвиголова, и направляет их в логово Музы. Ким сообщает Фиску, который зол из-за возвращения Сорвиголовы, что главным подозреваемым в убийстве Музы является молодой человек с проблемами по имени Бастиан Купер. Лука просит Ванессу вернуться к своей преступной деятельности за спиной Фиска. Во время беседы с Гленном Бастиан благодарит ее за то, что она помогла ему осознать свою истинную сущность. Она понимает, что он - Мьюз, и Бастиан избивает ее до потери сознания. Мердок и члены AVTF по отдельности находят картины Гленна в логове Музы и отправляются спасать ее. Как Сорвиголова, Мердок первым прибывает в офис Гленна и спасает ее. Когда сотрудники AVTF готовятся войти, Гленн смертельно стреляет в Музу, прежде чем потерять сознание. Мердок стабилизирует ее состояние до прибытия сотрудников AVTF. Фиск отдает должное AVTF за то, что они остановили Музу,и публично объявляет их героями. Блейк угрожает Би-Би-си, чтобы та удалила из своего блога упоминания очевидцев о причастности Сорвиголовы к инциденту. Выздоравливающая Гленн рассказывает Мердоку, что слышала, как Сорвиголова произнес ее имя. Ванесса, похоже, посылает Луку убить Фиска, но это ловушка, и Кэшман убивает Луку.      |            |                                                  |                               |                                   |                |
| 8 | 8          | «Остров радости» «Isle of Joy»                   | Аарон Мурхед и Джастин Бенсон | Джесси Уигатоу и Дарио Скардапейн | 8 апреля 2025  |
| 9 | 9          | «Прямиком в Ад» «Straight To Hell»               | Аарон Мурхед и Джастин Бенсон | Хэзер Беллсон и Дарио Скардапейн  | 15 апреля 2025 |

## Актёры и персонажи

### Основной состав
- Чарли Кокс — Мэтт Мёрдок / Сорвиголова:
Слепой адвокат из Адской кухни в Нью-Йорке, который ведёт двойную жизнь линчевателя в маске.[2] В начале сериала Мёрдок сосредотачивается на работе адвоката из-за сопутствующего ущерба, который несёт с собой деятельность линчевателя, и опасений по поводу того, насколько эффективным был такой подход.[3]:26
- Винсент Д’Онофрио — Уилсон Фиск / Кингпин:
Влиятельный бизнесмен и криминальный авторитет,[2] баллотирующийся на пост мэра Нью-Йорка.[4][5] Д’Онофрио сказал, что тональность его персонажа из сериала Disney+ «Эхо» (2024) будет сохранена в «Рождённом заново», что, по его мнению, лучше всего подходит для изображения этого персонажа.[6] В первом сезоне «Рождённого заново» видно, как Фиск «использует свою тьму и свою силу», чтобы «в основном газлайтить город, а затем, со временем, страну, а затем, в конечном счёте, и весь мир».[7][3]:28
- Маргарита Левиева — Хэзер Гленн:
Любовный интерес Мёрдока.[8][9]:3 У неё и Мёрдока разные взгляды на линчевательскую деятельность, что, по словам Кокса, «приводит к некоторым острым разговорам» между этой парой.[3]:26
- Дебора Энн Уолл — Карен Пейдж:
Бывший репортёр, друг и партнёр Мёрдока в юридической фирме «Нельсон, Мёрдок и Пейдж».[10] Поскольку прошло уже много лет с тех пор, как она в последний раз исполняла эту роль в «Сорвиголове» (2015—2018), Уолл была обеспокоена тем, что её выступление будет похоже на пародию на саму себя. Однако она сочла своё возвращение естественным, учитывая отношения, которые сложились у неё с Коксом и Элденом Хенсоном.[7]
- Элден Хенсон — Франклин «Фогги» Нельсон: Лучший друг и партнёр-адвокат Мёрдока[10] Кокс описал Нельсона как «сердцебиение» Кинематографической вселенной Marvel (КВМ).[5]
- Уилсон Бетел — Бенджамин «Декс» Пойндекстер:
Бывший агент ФБР и психопат, способный использовать практически любой предмет в качестве смертоносного снаряда. Ранее он выдавал себя за Сорвиголову по указанию Фиска, пока Фиск не сломал ему спину.[11][12]
- Забрина Гевара — Шейла Ривера: Руководитель предвыборной кампании Фиска на пост мэра[13]
- Никки М. Джеймс — Кирстен Макдаффи: Бывший помощник окружного прокурора Нью-Йорка и новый партнёр-адвокат Мёрдока в юридической фирме «Мёрдок и Макдаффи»[5][14][15]
- Джиннея Уолтон — Б. Б. Урих: Журналистка The BB Report и племянница Бена Уриха, которого убил Фиск в «Сорвиголове»[4]
- Арти Фрушан — Бак Кэшман: Правая рука и посредник Фиска[13][15]
- Кларк Джонсон — Черри:
Отставной офицер полиции Нью-Йорка, который работает с Мёрдоком в качестве следователя.[14] Джонсон смоделировал своего персонажа на основе персонажа Роя Шайдера в фильме «Французский связной» (1971).[9]:5
- Майкл Гандольфини — Дэниел Блейк: Протеже Фиска и участник его предвыборной кампании на пост мэра[3]:30[13]
- Айелет Зорер — Ванесса Фиск:
Жена Уилсона, которая возглавила его криминальную империю, пока его не было.[16][14] Ванесса борется с потерей контроля над тем, что она сделала успешным, и мечтает о версии Уилсона «похуже», а не о версии, которая пытается творить добро на посту мэра. Режиссёр Джеффри Начманофф описал их отношения как «искривлённую» историю любви.[9]:5[17]:11:54–12:06 Зорер исполняла роль Ванессы в «Сорвиголове», но изначально на роль персонажа в «Рождённом заново» позвали Сандрин Холт. После творческого переосмысления на роль вернули Зорер.[18][19]
- Камар де лос Рейес — Гектор Айала / Белый тигр
Линчеватель, чья сила возрастает благодаря мистическому амулету.[20][21] Исполнительный продюсер Сана Аманат сказала, что в этом сезоне Айала становится отражением собственного пути Мёрдока.[21]
- Джон Бернтал — Фрэнк Касл / Каратель:
Линчеватель, борющийся с преступностью любыми необходимыми средствами, какими бы смертельными ни были результаты,[22][23] после жестокого убийства его семьи.[9]:5 В сериале Мёрдок обращается к Каслу с просьбой помочь ему в чём-то, чего тот не желает делать,[7] и Касл становится «дьяволом на плече [Мёрдока]», подталкивая его снова стать Сорвиголовой. Бернтал сказал, что сезон был «тестированием», вновь представив Касла после «Сорвиголовы» и его спин-оффа «Каратель» (2017—2019), чтобы посмотреть, смогут ли создатели «позволить Фрэнку быть тем, кто он есть». Он хотел, чтобы персонаж был мрачным, психологически сложным и вызывающим у зрителей, и чувствовал, что сезон «открыл дверь для того, чтобы приблизиться к Фрэнку Каслу, которого я очень, очень хочу изобразить». Бернтал выразил признание шоураннеру Дарио Скардапейну, который был сценаристом «Карателя», команде каскадёров сериала и Нику Кумалатсосу, бывшего члена Рейдеров морской пехоты, который помогал Бернталу подготовиться к роли.[24] Во время подготовки к сезону на стрельбище пути Бернтала пересеклись с Томасом Джейном, который ранее исполнял роль этого персонажа в «Карателе» (2004) от Lionsgate. Они вдвоём обсудили персонажа, что Бернтал очень высоко оценил.[25]
- Мохан Капур — Юсуф Хан: Помощник банковского менеджера New York Mutual из Джерси-Сити и отец супергероини Камалы Хан / Мисс Марвел[26][27]
- Тони Далтон — Джек Дюкейн / Мечник: Богатый светский лев, который является владеющим мечом линчевателем[28][29]

### Второстепенный состав
- Патрик Мёрни — Лука: Преступник и лидер одной из Пяти Семей[30]
- Руибо Цянь — Энджи Ким: Детектив полиции Нью-Йорка.[31] Цянь ранее исполняла роль Мэй в первом сезоне сериала Netflix от Marvel «Джессика Джонс» (2015).
- Хэмиш Аллан-Хэдли — Пауэлл: Коррумпированный офицер полиции Нью-Йорка и член Оперативной группы Фиска по борьбе с линчевателями (AVTF)[32]
- Хантер Духан — Бастиан Купер / Муза:
Серийный убийца в маске, который создаёт своё арт-граффити из крови своих жертв и является пациентом Гленн.[33][7] Обозреватели полагали, что Музой был Бастиан ещё до того, как это было раскрыто в сериале, учитывая, что Духан был указан в титрах как Бастиан только в тех эпизодах, где появлялся Муза.[34] Режиссёр Дэвид Бойд также обсуждал работу с Духаном в логове Музы на съёмочной площадке в заброшенном железнодорожном туннеле.[35]:11:08–11:17
- Майкл Гэстон — Галло: Комиссар полиции Нью-Йорка.[36] Гэстон ранее исполнял роль Джеральда Шарпа в седьмом сезоне телесериала Marvel Television «Агенты „Щ.И.Т.“» (2020).
- Эшли Мари Ортис — Соледад Айала: Жена Гектора[37]
- Камила Родригес — Анджела дель Торо: Племянница Гектора Айалы[38]

### Приглашённые актёры
- Киллиан О’Салливан — Девлин: Преступник, стоящий за угоном грузовика, а затем и за ограблением банка[39]
- Джин Энтони Пези — Виктор: Преступник и лидер одной из Пяти Семей[30]
- Виктор Верхаг — Карло: Преступник и лидер одной из Пяти Семей
- Сьюзан Варон — Джози: Владелица Бара Джози, вернувшая к своей роли из сериалов Netflix от Marvel[4]
- Джон Бенджамин Хики — Бенджамин Хокберг: Окружной прокурор Нью-Йорка.[36] Хики ранее исполнял роль Питера Лионна в третье сезоне «Джессики Джонс» (2019).
- Эндрю Полк — Фицджеральд «Джерри» Купер: Городской судья Нью-Йорка.[40] Полк ранее исполнял роль Морти Беннетта в первом сезоне «Карателя» (2017).
- Ник Джордан — Никки Торрес: Информатор, к которому приставали коррумпированные офицеры полиции Нью-Йорка[41]
- Джонни М. Ву — Форрест Тэм: Партнёр Мёрдока и Черри[42]
- Джефферсон Кокс — Кел Шанахан: Коррумпированный офицер полиции Нью-Йорка, который случайно погибает во время драки с Айалой[41]
- Элизабет Э. Дэвис — София Озола: Прокурор города Нью-Йорка[38]
- Чарли Хадсон III — Лерой Брэдфорд: Бездомный мужчина, совершивший мелкое преступление, которого представляет Мёрдок[38]
- Лу Тейлор Пуччи — Адам: Художник, у которого был роман с Ванессой и которого Фиск держит в заточении[38]
- Энни Хэгг — Селин: Сообщница грабителей банка New York Mutual
- Джимми Паламбо — Джонни Сантини: Работник Департамента санитарии города Нью-Йорка
- Джереми Исайя Эрл — Коул Норт: Сержант полиции Нью-Йорка из Чикаго и член AVTF.[32]
- Дэниел Джерролл — Артур Следж: Светский лев, которая посещает банкет Фиска
- Кэтрин Ланаса — Артемис Следж: Светская львица и жена Артура, которая посещает банкет Фиска

Кроме того, ведущий новостей Пэт Кирнан предстает в образе самого себя, появившись до этого в других проектах КВМ. До творческого переосмысления сериала было известно, что у Харриса Юлина была роль в сериале.

## Производство

### Разработка
В марте 2022 года сообщалось, что Marvel Studios начала разработку перезапуск телесериала Netflix «Сорвиголова» (2015—2018). В конце мая было подтверждено, что сериал находится в разработке для Disney+, а Кристофер Орд и Мэтт Корман были назначены главными сценаристами и исполнительными продюсерами. В июле того же года на San Diego Comic-Con было объявлено, что сериал получит название «Сорвиголова: Рождённый заново», и что первый сезон будет состоять из 18 эпизодов. В марте 2023 года стало известно, что Майкл Куэста будет режиссёром первого эпизода сериала. Ожидалось, что последующие эпизоды снимут другие режиссёры. В мае Джеффри Начманофф и Кларк Джонсон, который ранее был режиссёром сериала Marvel «Люк Кейдж» (2016—2018) для Netflix, присоединились к сериалу в качестве дополнительных режиссёров, причём Джонсон стал режиссёром двух эпизодов. Ещё одним постановщиком сериала стал Дэвид Бойд.
К концу сентября 2023 года, после того как было снято шесть эпизодов, Marvel Studios решила переосмыслить сериал, задав ему новое творческое направление. Кормана и Орда освободили от их обязанностей главных сценаристов, как и режиссёров оставшейся части сериала. Marvel планировала сохранить некоторые элементы, которые уже были сняты, добавить новые сериальные элементы и приблизиться к тону сериалов Netflix. Творческая команда также решила связать новый сериал с оригинальным сериалом более непосредственно, чем планировалось ранее. Звезда сериала Чарли Кокс сказал, что сбивал с толку тот факт, что сериал не являлся прямым продолжением сериала Netflix или полным его перезапуском. Глава стримингового отдела, телевидения и анимации Marvel Studios Брэд Уиндербаум сказал, что студия полагала, что они могут «не обращать внимания» на историю «Сорвиголовы», но когда они просмотрели отснятый материал, они поняли, что им придётся либо полностью принять сериал Netflix, либо начать всё сначала. В октябре 2023 года Дарио Скардапейн, сценарист сериала Netflix «Каратель» (2017—2019), который является спин-оффом «Сорвиголовы», был нанят в качестве шоураннера для «Рождённого заново». Дуэт режиссёров Джастина Бенсона и Аарона Мурхеда, который ранее работали над сериалом Marvel Studios «Лунный рыцарь» (2022) и вторым сезоном «Локи» (2023), были наняты, чтобы снять оставшиеся эпизоды первого сезона.
Большая часть материала, который мы отсняли до забастовки, великолепна, и он до сих пор используется в шоу, и работает очень хорошо. Просто были некоторые сложные факторы, связанные с тем, что нам было поручено сделать, и с тем, что, как мы обнаружили, работало, а что нет… Надо отдать должное Marvel за то, что они просмотрели эпизоды и смогли признать, что мы всё ещё могли добиться большего успеха и что, возможно, нам нужно было двигаться в несколько ином направлении… Там, где мы оказались, было по-настоящему хорошо.
Были написаны сценарии к трём новым эпизодам, включая к новому пилотному эпизоду, а также дополнительные сцены для ранее снятых эпизодов. В мае 2024 года Кокс подтвердил, что было снято девять эпизодов. В августе президент Marvel Studios Кевин Файги сказал, что это был первый сезон «Рождённого заново», и что был запланирован второй сезон; в результате творческого переосмысления запланированный 18-серийный сезон был разделён на два сезона по девять серий, но в конечном итоге второй сезон будет состоять из восьми эпизодов. Также в августе было повторно подтверждено, что Куэста, Начманофф и Бойд являются режиссёрами первого сезона. Мурхед сказал, что они хотели «отдать должное этим режиссёрам там, где это необходимо», несмотря на то, что он и Бенсон руководили окончательной правкой эпизодов, снятых до переосмысления. В некоторые из этих эпизодов были добавлены «некоторые изменения, [новые] рамки и форзацы», но что-то осталось «на 100 % нетронутым». Исполнительными продюсерами сезона стали Файги, Луис Д’Эспозито, Уиндербаум, Сара Аманат и Крис Гэри, а также Скардапейн, Корман, Орд, Бенсон и Мурхед. Сериал был выпущен под лейблом Marvel Studios под названием Marvel Television.

### Сценарий
Среди первоначальных сценаристов сериала были Корман, Орд, Грейнн Годфри, Джилл Бланкеншип, Аиша Портер-Кристи, Дэвид Файги, Девон Клайгер, Томас Вонг, Закари Рейтер и Молли Нассбаум. Первоначальный взгляд на сериал был описан как юридический процедурал, который был мрачным, но не таким кровавым, как сериал Netflix, и более эпизодическим, чем другие сериалы Marvel Studios, с «самодостаточными» эпизодами. По словам Кокса, на ранних этапах обсуждения сериала речь шла о том, чтобы «переосмыслить всё это» и изобразить Мэтта Мёрдока / Сорвиголову как человека, отличающегося от того, которого можно увидеть в сериале Netflix. Друзья Мёрдока, Фогги Нельсон и Карен Пейдж, в оригинальной версии практически не упоминались. Аманат сказала, что творческая команда изо всех сил старалась найти способ включить их историю, но Кокс сказал, что шли обсуждения по поводу того, чтобы в будущем сделать с ними что-нибудь «классное».
После творческого переосмысления сериала были добавлены сериализованные элементы. К Скардапейну присоединились сценаристы Хэзер Беллсон и Джесси Уигатоу, и были написаны сценарии к трём новым эпизодам: пилотному и двум финальным эпизодам первого сезона. Корман, Орд, Бланкеншип, Дэвид Файги, Годфри и Вонг были указаны в титрах к остальным шести эпизодам, которые в основном остались нетронутыми. Уиндербаум сказал, что тестовая аудитория хорошо отреагировала на эти эпизоды, и считает, что это произошло из-за того, что фанаты высоко оценили персонажей. Скардапейн согласился с тем, что некоторые элементы оригинальной версии работали хорошо — в том числе взаимоотношения Мёрдока, баланс между его работой адвокатом и жизнью линчевателя, а также давление со стороны такого антагониста, как Кингпин, — но он чувствовал, что есть сюжетные линии, которые необходимо добавить вместе с контекстом из сериала Netflix. Пилот Скардапейна служит связующим звеном между сериалами Netflix и «Рождённым заново». Шоураннер посчитал, что концовка сериала Netflix, где Мёрдок, Нельсон и Пейдж планируют снова начать совместный бизнес, послужила хорошей отправной точкой для «Рождённого заново» и не требует особых объяснений для зрителей, которые не смотрели оригинальный сериал. Он чувствовал, что было важно включить Нельсона и Пейдж в сериал, потому что они представляют собой «семейную структуру» Мёрдока. Нельсон также создаёт комическую атмосферу, в то время как Пейдж является «сердцем и душой» сериала.:30 Кокс объяснил, что с момента окончания «Сорвиголовы» прошло несколько лет, а три персонажа управляли своей юридической фирмой и у них «довольно хороший ритм» в отношениях. Актёры добавили, что события сериала Netflix были частью историй их персонажей, и есть несколько новых сюжетных линий, которые основаны на событиях оригинала, но они не хотели слишком зацикливаться на прошлых событиях или отталкивать новых зрителей, которые не смотрели сериал Netflix.
У обоих этих людей есть тёмный попутчик. Тёмный попутчик для Мэтта Мёрдока — это Сорвиголова, а для Уилсона Фиска — Кингпин. Трагический недостаток их характеров в том, что они оба поддаются тёмной стороне своей истинной натуры и втягивают в это друг друга. Нам пришлось идти параллельными путями — оба так старались быть кем-то другим: „Я Мэтт Мёрдок. Я всего лишь адвокат, я больше не Сорвиголова“. „Я Уилсон Фиск, мэр Нью-Йорка, я делаю добрые дела для людей“. Мы хотели довести это напряжение до такого состояния, когда они буквально не смогут его выдерживать, и всё начнёт рушиться и взрываться.
В начале сезона Мёрдок не был Сорвиголовой в течение года после того, как он «пересёк некую черту». По сюжету Уилсон Фиск / Кингпин баллотируется на пост мэра Нью-Йорка, узнав о необходимости сильного кандидата в сцене после титров сериала Disney+ «Эхо» (2024); это повторяет сюжетную линию из комиксов конца 2010-х годов, где Фиск становится мэром, что подготавливает почву к событиям в Devil’s Reign (2021—2022). Уиндербаум сказал, что отношения между Мёрдоком и Фиском претерпят изменения по сравнению с сериалом Netflix и станут «политической игрой», а не просто попыткой убить друг друга. Скардапейн сказал, что сериал был «двуручником», исследующим обоих персонажей.:4 Он сказал, что в этом сезоне Фиск консолидирует власть, а Мёрдок вынужден занимать реактивную позицию, борясь со своей личностью и с тем, должен ли он продолжать быть Сорвиголовой.:24–25 Два персонажа приходят к «шаткому перемирию», которое приводит к тому, что они взаимодействуют меньше, чем в «Сорвиголове», но Кокс сказал, что до конца сезона они находятся на «курсе на столкновение», «раздвигая границы и заставляя друг друга пересекать черты, которые они не хотят пересекать».:26 Хотя Фиск и является «основным злодеем», в сезоне присутствуют и друге антагонисты, которые, по словам Скардапейна, будут «накапливаться» по мере развития сюжета. К ним относится и серийный убийца Муза, который был частью оригинальной разработки сериала. Винсент Д’Онофрио, исполнитель роли Фиска, сказал, что его персонаж должен включить действия Музы в свой план.

### Кастинг
В июне 2022 года сообщилось, что Чарли Кокс и Винсент Д’Онофрио исполнят главные роли Мёрдока и Фиска из «Сорвиголовы» в «Рождённом заново». Их участие было подтверждено в следующем месяце во время San Diego Comic-Con. В начале 2022 года Marvel Studios уведомила Кокса о том, что они хотят включить персонажа в другой проект после его появления в фильме «Человек-паук: Нет пути домой» (2021) и сериале Disney+ «Женщина-Халк: Адвокат» (2022). Он узнал, что этим проектом станет «Рождённый заново» незадолго до того, как о проекте объявили на San Diego Comic-Con.
В декабре 2022 года Майкл Гандольфини, Маргарита Левиева и Сандрин Холт получили важные роли в сериале. Гандольфини, по сообщениям, досталась роль «амбициозного парня со Статен-Айленда» по имени Лиам, в то время как Левиева и Холт получили роли любовных интересов Кокса и Д’Онофрио соответственно; Холт получила роль Ванессы Марианны-Фиск, заменив Айелет Зорер из оригинального сериала. В январе 2023 года Никки М. Джеймс присоединилась к актёрскому составу. В марте стало известно, что Джон Бернтал вернётся в «Рождённом заново» к роли Фрэнка Касла / Карателя из «Сорвиголовы» и «Карателя». По данным «The Hollywood Reporter», не ожидалось возвращения других актёров из «Сорвиголовы», таких как Дебора Энн Уолл (Карен Пейдж) и Элден Хенсон (Фогги Нельсон), и было неясно, появятся ли их персонажи в «Рождённом заново». Однако планировалось, что Хенсон появится в эпизодической роли в первом эпизоде, чтобы «разорвать связь между [„Сорвиголовой“ и „Рождённым заново“] и дать старым фанатам возможность поставить точку». Майкл Гэстон и Арти Фрушан также были частью актёрского состава, причём у Фрушана была важная роль, которой, как сообщалось, была роль помощник Фиска по имени Гарри. Фотографии со съёмочной площадки, опубликованные в следующем месяце, показали, что Харрис Юлин был частью актёрского состава. В мае стало известно, что Кларк Джонсон получил повторяющуюся роль персонажа по имени Черри в дополнение к тому, что его наняли в качестве режиссёра. В сентябре 2023 года Бюро авторского права США зарегистрировало несколько ролей в сериале: Левиева в роли Хэзер Гленн, Гандольфини в роли Дэниела Блейка, Джеймс в роли Кирстен Макдаффи, Джонсон в роли Черри, Фрушан в роли Бака Кэшмана, Дженнея Уолтон в роли Б. Б. Урих и Сабрина Гевара в роли Шейлы Риверы. После смерти Камара де лос Рейеса в декабре 2023 года стало известно, что он сыграл важную роль в сериале.
После творческой переделки Уолл и Хенсон должны были вернуться к своим ролям Пейдж и Нельсона, а Уилсон Бетел должен был вернуться к своей роли Бенджамина «Декса» Пойндекстера из «Сорвиголовы», как сообщается, в трёх эпизодах. Аманат настаивала на возвращении Бетела, посчитав его интригующим персонажем и наиболее подходящим злодеем из сериала Netflix, которого стоит вернуть. Первоначально было неясно, останется ли кто-либо из новых актёров из «Рождённого заново», хотя вскоре по фотографиям со съёмочной площадки было подтверждено, что Левиева, Гандольфини и Фрушан остаются частью актёрского состава. Фотографии со съёмочной площадки подтвердили участие Бернтала в апреле, а также показали, что Джереми Эрл был утверждён на роль Коула Норта. Лу Тейлор Пуччи также присоединился к актёрскому составу, и фотографии со съёмочной площадки показали, что Зорер теперь будет вновь исполнять свою роль Марианны-Фиск в сериале; она была разочарована тем, что её изначально заменили, но была приятно удивлена, когда её попросили вернуться после переделки. В августе 2024 года было подтверждено, что де лос Рейес появится в сериале в роли Гектора Айалы / Белого тигра.
В августе стало известно, что Мохан Капур вновь исполнит свою роль Юсуфа Хана из сериала КВМ «Мисс Марвел» (2022) и последующего фильма «Капитан Марвел 2» (2023). Уиндербаум сказал, что перенос персонажа из «Мисс Марвел» в более серьёзный мир «Рождённого заново» был похож на то, как часто пересекаются комиксы с разными тонами. В то время Кокс тизерил появление дополнительных персонажей КВМ в «Рождённом заново» в эпизодических ролях, которые он описал как «забавные, небольшие моменты столкновений, но ничего серьёзного». Скардапейн дразнил включением удивительного персонажа, который естественным образом вписывается в историю, поскольку действие происходит в Нью-Йорке в мире КВМ. В феврале 2025 года стало известно, что Тони Далтон вернётся к своей роли Джека Дюкейна / Мечника из «Соколиного глаза» в двух эпизодах «Рождённого заново».

### Дизайн
Эмили Ганшор была художником по костюмам для сериала, а Майкл Шоу — художником-постановщиком.:2 Руководитель отдела визуальных разработок Marvel Studios Райан Майнердинг вновь разработал костюм Сорвиголовы для «Рождённого заново», после того как он сделал это для сериала Netflix. Костюм в «Рождённом заново» имеет более тёмный оттенок красного, отражающий эволюцию Мёрдока, а также чёрные детали и дополнительную текстуру, и он был описан как менее «блестящий», чем костюм в сериале Netflix.:8 В сезоне можно увидеть по меньшей мере пять различных масок Сорвиголовы, включая полностью белую версию, основанную на той, которая впервые была показана в 8 томе Daredevil (2023), жёлтая маска, использованная в «Женщине-Халк», чёрная маска и две красных масок.

### Съёмки
Основные съёмки сериала начались 6 марта 2023 года в Нью-Йорке под рабочим названием «Out the Kitchen». Съёмки проходили в Йонкерсе возле мэрии города с 7 по 10 марта. Затем производство перебралось в Нью-Йорк, где 13 и 14 марта проходили съёмки в Гарлеме, Манхэттен, а также в Уильямсберге, Бруклин, и в Муниципальном здании Манхэттена 15 марта; ранее в Уильямсбурге разворачивались съёмки «Сорвиголовы». 17 марта в качестве съёмочной площадки использовался суд Нью-Йорка. Кокс описал Нью-Йорк как «первый номер в списке вызовов и как главная звезда здесь». Шоу сказал, что было важно снимать в городе, потому что «на реальных городских улицах и в локациях вы улавливаете энергию Нью-Йорка, и это отражается на сюжете сериала». Продюсеры хотели исследовать те части города, которые раньше не были показаны в сериале:4–6.

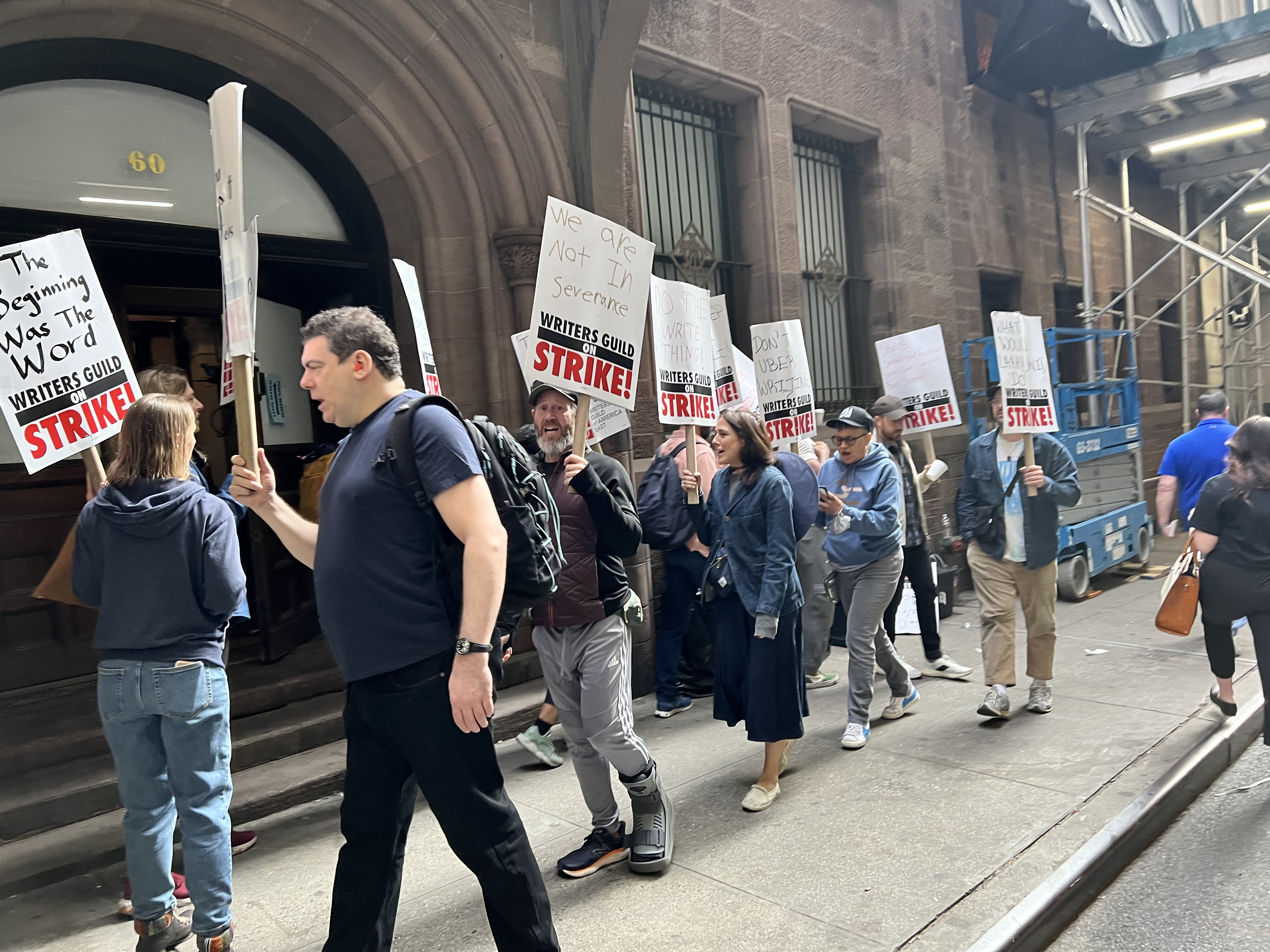
Пикетчики, участвующие в забастовке Гильдии сценаристов США 10 мая 2023 года на съёмочной площадке сериала. Этот и другие пикеты привели к тому, что 14 июня производство было приостановлено до окончания забастовки.

Работа на звуковой площадке проходила в Silvercup Studios East в Куинсе. Художественный отдел сериала создал детальную реконструкцию комнат особняка Грейси, официальной резиденции мэра Нью-Йорка; Шоу сказал, что было «немного неуютно» видеть Фиска в комнатах, которые напоминают «дом чьей-то бабушки». Другой съёмочной площадкой было логово Музы, которое, по словам Шоу, было «немного напряжённым» и очень мрачным.:6–7 Съёмки должны были состояться в Silvercup 8 мая, но пикетчики, участвующие в забастовке Гильдии сценаристов Америки 2023 года, помешали проведению съёмок. Планировалось, что производство возобновится на следующий день. Из-за забастовки Корман и Орд не смогли присутствовать на съёмочной площадке. После очередного пикетирования 10 мая на съёмочной площадке сериала в Бруклине, в очередной раз остановившего съёмки, производство было приостановлено до конца недели. Дополнительные остановки съёмок из-за пикетирования произошли в начале июня в Силверкап-Ист, прежде чем производство было приостановлено 14 июня до окончания забастовки. Первоначально предполагалось, что съёмки продлятся восемь месяцев.
Шесть эпизодов были в основном сняты до приостановки съёмок: Куэста был режиссёром первых двух эпизодов, Начманофф — режиссёром третьего и четвёртого эпизодов, а Бойд — режиссёром пятого и шестого.:17–18 Педро Гомес Мильян и Хиллари Файф Спера были операторами.:2 После творческой переделки режиссёры оставшейся части сериала были уволены; планировалось, что Джонсон также снимет два эпизода. Бенсон и Мурхед были назначены режиссёрами новых эпизодов, а Филип Сильвера был нанят в качестве координатора трюков и второго режиссёра после предыдущей работы над сериалом Netflix; Дэйв Макомбер также стал координатором трюков и вторым режиссёром в сериале.:2
Съёмки возобновились 22 января 2024 года, и Спера выступила в качестве оператора нового пилотного эпизода. Сильвера придумал для эпизода сцену драки, показанную одним дублем, что было характерной чертой «Сорвиголовы», и которую Кокс назвал «сложной по новым и иным причинам», в основном из-за добавленных элементов визуальных эффектов. Сцена не является «подлинным» одним дублем, так как в ней используются обрезки и другие приёмы монтажа, аналогичные съёмкам во втором сезоне «Сорвиголовы». Для сцены, в которой персонажи вспоминают о своём прошлом, был привезён реквизит из сериала Netflix. При съёмке Мёрдока или связанных с ним персонажей Бенсон и Мурхед решили использовать портативную камеру, в то время как Фиск и близкие к нему персонажи были сняты с помощью фиксированной установки и практически без движения. В конце января были опубликованы фотографии со съёмочной площадки, на которых Кокс, Хенсон и Уолл снимали сцены, и на которых было подтверждено участие Белого Тигра и Музы, причём последний был изображён в виде граффити на съёмочной площадке. В начале апреля 2024 года Бернтал и Кокс снимали сцены в Бруклине перед вечеринкой, посвящённой завершению съёмок, которая состоялась 5 апреля. Вскоре после этого Зорер и Д’Онофрио снимали сцены в Нью-Йорке. В середине мая Кокс и Д’Онофрио сообщили, что съёмки были завершены тремя или четырьмя неделями ранее, и было отснято девять эпизодов. Уиндербаум считал, что в сериале был «самый жестокий [висцеральный] экшен от Marvel Studios», говоря, что в нём «много силы».

### Монтаж
За монтаж сериала отвечают Седрик Нэрн-Смит, Мелисса Лоусон Чун и Стефани Фило. Нэрн-Смит ранее работал над сериалами Marvel Studios «Лунный рыцарь» и «Железное сердце» (2025), в то время как Чун ранее работала над «Секретным вторжением» (2023) и «Капитаном Марвел 2».

### Музыка
В июле 2024 года стало известно, что дуэт The Newton Brothers будет писать музыку для сериала.

## Маркетинг
Кокс и Д’Онофрио представили сериал на апфронте Disney в мае 2024 года, где был объявлен месяц выхода сериала и показан первый трейлер. Пара снова рекламировала сериал и показала трейлер на конвенции Disney D23 в августе того же года вместе с Файги, Бернталом, Уолл и Хенсоном. Писатели из Deadline Hollywood и TheWrap посчитали, что трейлер на D23 получился более кинематографичным, чем сериал Netflix, и более зрелым, чем большинство сериалов Disney+. Они также сравнили противостояние между Мёрдоком и Фиском в трейлере с криминальным фильмом «Схватка» (1995). После того, как в сеть просочились кадры с D23, Marvel опубликовала официальный видеоролик, посвящённый 85-летию компании, в котором Сорвиголова предстаёт в красном костюме. В октябре 2024 года Marvel Comics анонсировала новую издательскую линию под названием Marvel Premier Collection, которая состоит из новых изданий популярных комиксов в мягкой обложке, которые считаются хорошей отправной точкой для новых читателей. Переиздание комикса Born Again должно было выйти в феврале 2025 года, с новым предисловием Миллера и послесловием Кокса.
Тизер-трейлер вышел 15 января 2025 года. Первоначально его выход планировался на два дня раньше, но был отложен из-за лесных пожаров в Южной Калифорнии в 2025 году. Комментарии к трейлеру были сосредоточены на возвращении персонажей из сериала Netflix и на его жестоком экшене. Энди Бебахт из Screen Rant сказал, что мрачные и жестокие экшн-сцены развеяли некоторые опасения, что сериал не сохранит те элементы, которые были в сериале Netflix, при переходе на Disney+. Он также обратил внимание на то, что в начале нового сериала Мёрдок больше не является линчевателем.

## Релиз
Первый сезон сериала «Сорвиголова: Рождённый заново» выйдет на Disney+ 4 марта 2025 года, в день премьеры будет показано два эпизода. Сезон будет состоять из девяти эпизодов. Первоначально премьера сериала была запланирована на начало 2024 года, но в сентябре 2023 года он был исключён из графика выхода Marvel Studios, поскольку съёмки были приостановлены из-за трудовых споров в Голливуде в 2023 году. В следующем месяце в заявлении об авторских правах на первый эпизод было указано, что его выход запланирован на январь 2025 года. В мае 2024 года было объявлено, что премьера сериала состоится в марте 2025 года. 24 февраля 2025 года в нью-йоркском театре «Хадсон» состоялась премьера сериала на красной дорожке, где были показаны первые два эпизода. Этот сезон станет частью Пятой фазы КВМ, и Marvel Studios выпустит его под лейблом Marvel Television.

## Комментарии
1. ↑  Как показано в мини-сериалах «Соколиный глаз» (2021) и «Эхо» (2024)[1]